# Monoszlói-hegység
A Monoszlói-hegység (horvátul: Moslavačka gora) egy kisméretű, alacsony hegylánc Horvátország középső részén, Belovár-Bilogora megye, Sziszek-Monoszló megye határán.

## Nevének eredete
A Monoszlói-hegység nevét, a sokáig használatos latin „Mons Claudius” lefordításából eredeztetik. A hegység neve azonban valószínűleg nem a császár nevéből, hanem a latin „caludere” szóból származik, ami lefordítva zártat jelent, így a hegység neve Elzárt hegységként (Zaprta gora) is értelmezhető. Az elnevezés abból a tényből származik, hogy a hegységet várakkal vették körbe. Ezt látszik erősíteni, hogy régen a hegységet több írásban is Elzárt hegységként említik. Példaként szolgál erre Márton glagolita papnak a török betörésből írt 1493-as műve, melyben az „Ekkor kifosztották a horvát és szlavón földeket, a Szávától a Dráváig és az Elzárt hegységig” mondat olvasható. A név a hegységről tevődhetett át a várra, majd a várról az ősi Monoszló nemzetségre. Egy másik magyarázat szerint a név a vidék legrégebbi uraiként megjelenő, az ősi horvát nemzetségek közé sorolható Belos család, Mojszláv nevű tagjának nevéből eredhet. Ugyanebben az időben, szintén feltűnik egy Monoszló (ma Podravska Moslavina) nevű település a Dráva mentén is, de ennek kapcsolata nem mutatható ki.

## Leírása
A hegység mintegy szigetként emelkedik ki a környező síkságból. Északon és nyugaton a Csázma folyó kanyarít széles ívet a hegység lába körül, keleten pedig az Ilova széles völgye határolja el a pozsegai katlant övező hegyektől. Ennek hegyrajzi szigetnak az alaprajza egy északnyugatról délkeletre nyúló hosszúkás négyszöghöz hasonlít, melyet számos pajzsszerű domb és néhány magasabb hegyhát tölt ki. A külső dombok 200–300, míg a belsők 300–450 méter magasak, és kőtömegükre nézve is különböznek a külsőktől.
A gömbölyű hegyhátakba mély és meredek falú völgyek vágódnak be, melyekből mindenfelől számos patak tör elő. A völgyek a 489 méteres Humka irányából sugáralakban nyílnak az ég minden tája felé. A kőtömegek össze-vissza repedezett felső rétegén termékeny talaj képződött, a melyből a kőalap csak helyenként látszik ki. Ezért a hegységet egészen a tetejéig buja növényzet födi. Emiatt a hegység patakjai nem szilajon rohannak a völgyekben, hanem lassan és csendesen folydogálnak a síkság felé. Kivételt képeznek azok a helyek, ahol a vizek útját a mederben fekvő palaréteg zárja el vízeséseket, zuhatagokat alkotva. A völgyek alján sudár bükkök, tölgyek és juharfák között zöldelő rétek találhatók. A patakok csekély esése és alsó folyásuk lapos medre okozza, hogy minden nagyobb esőzés után kiáradnak és elöntik az iszapföldet. A visszamaradó víz különösen a déli oldal mocsarakat alkot.
A hegység területe regionális parkként 2007 óta védelem alatt áll. Tájképe és biodiverzitása miatt kapta meg ezt a státuszt. 2011-ben Horvátország második regionális parkjának nyilvánították.

## Hegyei
Legmagasabb hegye a Humka (489 m), jelentősebb hegyei még a Vis (444 m), a Kaluđerov grob (437 m) és a  Mjesec (354 m).

## Vizei
Főbb patakok: a Grabovnica, a Jelenska, a Gračenica és a Garešnica. A Grabovnica forrásvidékétől északra a Csázma felé folyik le. A Jelenska-patak mély völgyet vág a hegység délnyugati oldalába. A Gračenica a déli oldalon folyik a Szávába, míg a keleti oldalon a Garešnica sok kanyar után az Ilovával egyesül.

## Kőzetei
A hegység alapját a gránit, a gneisz és kristályos pala alkotja, melyek a legfelsőbb részekig is elérnek. Az őskőzeteken harmadkori rétegek fekszenek, míg a paleozoikumi és mezozoikumi lerakodások teljesen hiányoznak. A középponttól a felszín felé haladva ezeken az ősrétegeken mediterrán és sarmát eredetű mészkő, márga és homokkőrétegek fekszenek, melyek a keleti részeken, a Gračenica és a Garešnica között ülepedtek meg nagyobb mennyiségben.  A síkság felé eső legszélső nyúlványokat özönvízi földrétegek és lösz alkotják. Területén számos kőbánya van, amelyek közül néhányat felhagytak. A legfontosabbak Pleterac és Mikleuška határában találhatók.
A Monoszlói-hegységben bányászott drágakő található a norvég királynő koronájában. Monoszlói gránitból építették a zágrábi székesegyházat és Josip Jelačić bán zágrábi emlékművének talapzatát is.

## Növényvilága
A hegységet sűrű bükk, kocsánytalan tölgy, gyertyán, gesztenye, fekete éger és nyír erdők borítják, az alsó régiókban művelt gyümölcsösök és szőlőültetvények találhatók. A déli lejtők különösen lenyűgöző szépségűek. A ritka és veszélyeztetett növények közül említésre méltó a töviskés sás (Carex echinata) és a kétlevelű sarkvirág (Platanthera bifolia). 

## Állatvilága
1994-ben a Gornja Jelenska falu közelében fekvő agyagbányában a legrégebbi üledékek belsejében körülbelül 17 millió éves őskori elefántokat (például Gomphotherium angustidens, Prodeinotherium bavaricum) és orrszarvú kövületeket (Brachypotherium brachypus) találtak.
A vízfolyásokban olyan veszélyeztetett halfajok élnek, mint a fejes domolykó (Leuciscus cavedanus). A kétéltűek között megtalálható a foltos szalamandra, a barna erdei béka és a zöld küllő. Összesen 155 állatfajt regisztráltak, amelyek közül 84 védett (71 szigorúan védett) és 27 veszélyeztetett faj. Az érdekes madárfajok között van a törpesas.

## Galéria
- A hegység Podgarićnál
- Garics vára